# Komját Irén
Komját Irén, leánykori nevén Róna Irén (Temesvár, 1895. december 12. – Budapest, 1982. április 22.) magyar újságíró, egyetemi tanár. A MÚOSZ alelnöke volt. Komját Aladár felesége.

## Életpályája

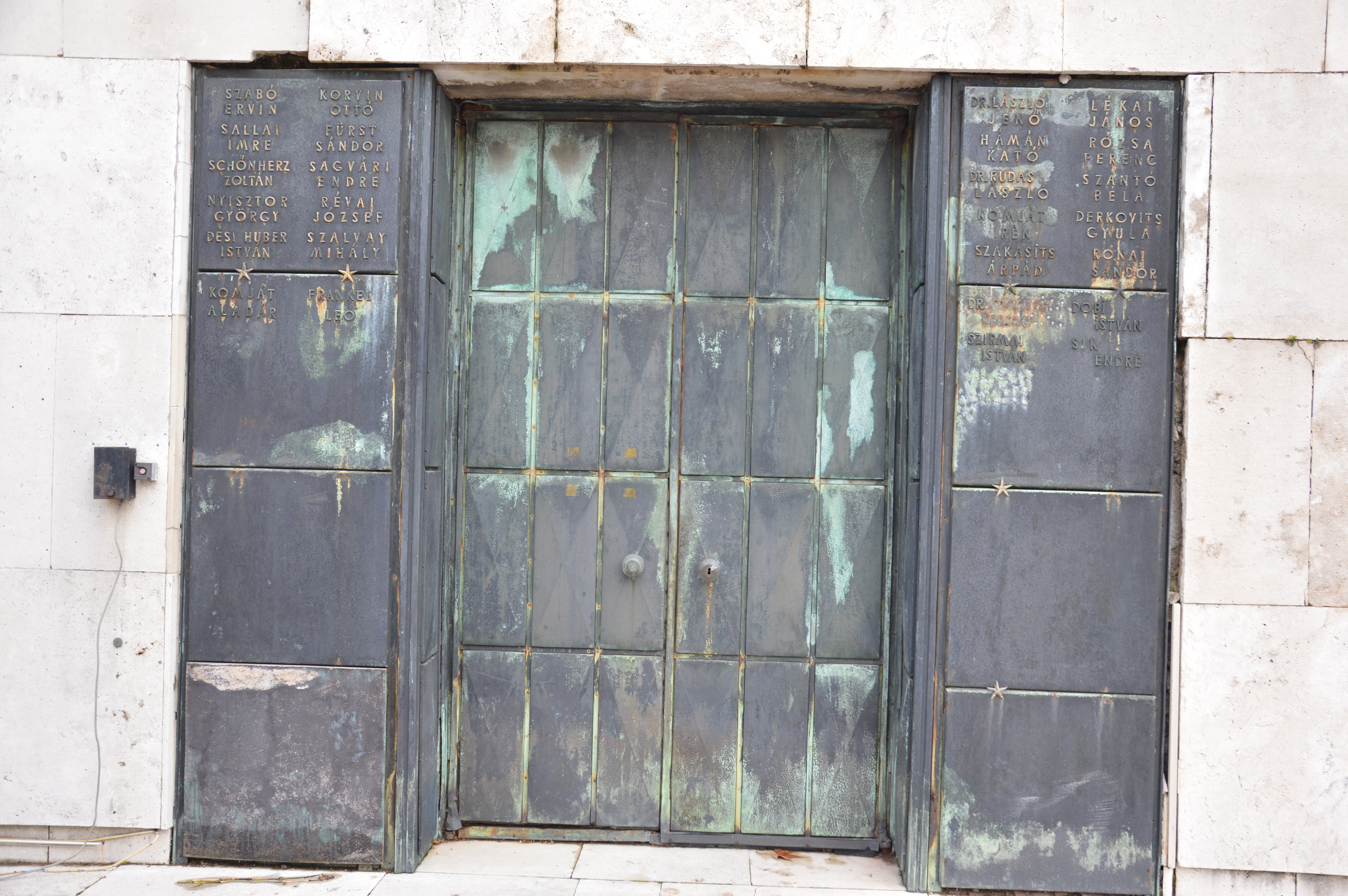
Sírja a Munkásmozgalmi Pantheonban található

Róna (1893-ig Rosenwald) Zsigmond (1868–1944) bankhivatalnok és Tauber Ida (1874–1946) lánya. 1918-ban diplomázott a Budapesti Tudományegyetem Bölcsészettudományi karán. 1918. július 31-én Budapesten házasságot kötött Komját Aladárral. 1919-ben a Közoktatásügyi Népbiztosság előadójaként dolgozott és az Ifjúmunkás című lap szerkesztője volt Az 1920-as években Ausztriába emigrált, majd Berlinbe ment, 1933–1946 között Párizsban élt. 1924-től a KMP tagja volt. 1939 és 1945 között részt vett a francia ellenállási mozgalomban. 1945–46-ban a franciaországi Magyar Szemle című lapot szerkesztette. 1946-ban hazajött Magyarországra és a Magyar Távirati Iroda munkatársa lett. 1949–1950 között az MDP külügyi osztályának vezetője volt. 1951–1952 között az újságíróiskola igazgatója volt. 1953–1954 között a Külügyi Főiskola oktatója volt. 1954–1955 között a Szabad Nép külpolitikai rovatvezetője volt. 1956–1957 között a Minisztertanács Tájékoztatási Hivatalának elnökhelyettese volt. 1957–1961 között a Társadalmi Szemle felelős szerkesztője volt.
Sírja a Fiumei úti sírkertben található.

## Művei
- Az értelmiség legjobbjai a békéért harcolnak; összeáll. Komját Irén; Szikra, Budapest, 1950 (Nemzetközi kérdések) (szlovákul is)
- A Francia Kommunista Párt harci programja. A FKP 12. kongresszusa; Szikra, Budapest, 1950 (Nemzetközi kérdések)
- Európa munkássága Nyugat-Németország felfegyverzése ellen; Szikra, Budapest, 1952 (Nemzetközi kérdések)
- Az olasz kommunisták harca a szabadságért, a békéért, a szocializmusért. Az Olasz Kommunista Párt 4. országos konferenciája. 1955. január 9–14.; Szikra, Budapest, 1955 (Nemzetközi kérdések)
- Der Kampf der Ungarischen Sozialistischen Arbeiterpartei gegen Revisionismus und Dogmatismus; Dietz, Berlin, 1959 (Internationale Reihe)
- Az idők sodrában. Visszaemlékezések; Kossuth, Budapest, 1964
- Népfrontpolitika az európai munkásmozgalomban (1967)
- Mező Imre (életrajz, 1968)
- Tanítóim és barátaim (cikkek, 1971)
- A szabadság vándorai. Magyar antifasiszták Franciaországban 1934-1944 (Pécsi Annával, 1973)
- A kommunista mozgalom világlapja. Az Inprekorr története (1977; oroszul: 1981; németül: 1982)
- Komját Irén: Egy költői életmű gyökerei. Komját Aladár verseinek keletkezéstörténete; utószó Sőtér István; Szépirodalmi, Budapest, 1981

## Díjai, elismerései
- Munka Érdemrend arany fokozata (1970)
- Rózsa Ferenc-díj (1972)
- A Munka Vörös Zászló Érdemrendje (1975)
- Julius Fučík-díj (1976)
- Vorovszkij-díj (1981)